# Danh sách cầu thủ tham dự Giải vô địch bóng đá nữ U-19 thế giới 2004
Dưới đây là danh sách cầu thủ tham dự Giải vô địch bóng đá nữ U-19 thế giới 2004 tổ chức tại Thái Lan từ 10 tới 27 tháng 11 năm 2004.

## Bảng A

### Úc
Huấn luyện viên: Adrian Santrac
| 0#0 | Vị trí | Cầu thủ           | Ngày sinh và tuổi           | Câu lạc bộ         |
| --- | ------ | ----------------- | --------------------------- | ------------------ |
| 1   | TM     | Alison Logue      | 6 tháng 3, 1987 (17 tuổi)   | Northern NSW Pride |
| 2   | HV     | Caitlin Cooper    | 12 tháng 2, 1988 (16 tuổi)  | NSW Sapphires      |
| 3   | HV     | Kim Carroll       | 2 tháng 9, 1987 (17 tuổi)   | Queensland Sting   |
| 4   | HV     | Emma Davison (c)  | 4 tháng 5, 1985 (19 tuổi)   | Queensland Sting   |
| 5   | HV     | Ellen Beaumont    | 14 tháng 7, 1985 (19 tuổi)  | Queensland Sting   |
| 6   | TV     | Sally Shipard     | 20 tháng 10, 1987 (17 tuổi) | NSW Sapphires      |
| 7   | TĐ     | Jenna Tristram    | 28 tháng 10, 1986 (18 tuổi) | Northern NSW Pride |
| 8   | TV     | Lauren Colthorpe  | 25 tháng 10, 1985 (19 tuổi) | Northern NSW Pride |
| 9   | TĐ     | Selin Kuralay     | 25 tháng 1, 1985 (19 tuổi)  | Queensland Sting   |
| 10  | TV     | Collette McCallum | 26 tháng 3, 1986 (18 tuổi)  | Adelaide Sensation |
| 11  | TĐ     | Catherine Cannuli | 3 tháng 3, 1986 (18 tuổi)   | NSW Sapphires      |
| 12  | HV     | Julia Bazi        | 20 tháng 10, 1985 (19 tuổi) | NSW Sapphires      |
| 13  | HV     | Danielle Brogan   | 28 tháng 6, 1988 (16 tuổi)  | NSW Sapphires      |
| 14  | HV     | Nicole Somi       | 19 tháng 1, 1987 (17 tuổi)  | Canberra Eclipse   |
| 15  | TV     | Leah Blayney      | 4 tháng 7, 1986 (18 tuổi)   | NSW Sapphires      |
| 16  | TV     | Briony Holcombe   | 27 tháng 2, 1986 (18 tuổi)  | NSW Sapphires      |
| 17  | TV     | Kylie Ledbrook    | 20 tháng 3, 1986 (18 tuổi)  | NSW Sapphires      |
| 18  | TM     | Yasmin Favretti   | 12 tháng 12, 1985 (18 tuổi) | NSW Sapphires      |
| 19  | TĐ     | Leena Khamis      | 19 tháng 6, 1986 (18 tuổi)  | NSW Sapphires      |
| 20  | TĐ     | Alannah Reed      | 28 tháng 1, 1988 (16 tuổi)  | Queensland Sting   |
| 21  | TM     | Monique Jackson   | 20 tháng 12, 1985 (18 tuổi) | NSW Sapphires      |

### Canada
Huấn luyện viên: Ian Bridge
| 0#0 | Vị trí | Cầu thủ            | Ngày sinh và tuổi           | Câu lạc bộ              |
| --- | ------ | ------------------ | --------------------------- | ----------------------- |
| 1   | TM     | Stacey Van Boxmeer | 10 tháng 5, 1985 (19 tuổi)  | Đại học Indiana         |
| 2   | HV     | Katie Radchuck     | 27 tháng 2, 1986 (18 tuổi)  | Montreal Xtreme         |
| 3   | HV     | Robyn Gayle        | 31 tháng 10, 1985 (19 tuổi) | Đại học Bắc Carolina    |
| 4   | HV     | Tanya Dennis       | 26 tháng 8, 1985 (19 tuổi)  | Nebraska Cornhuskers    |
| 5   | HV     | Emily Zurrer       | 12 tháng 7, 1987 (17 tuổi)  | Nanaimo Women's Premier |
| 6   | HV     | Justine Labrecque  | 2 tháng 7, 1987 (17 tuổi)   | Montreal Xtreme         |
| 7   | TV     | Amanda Cicchini    | 28 tháng 2, 1987 (17 tuổi)  | Dixie 86                |
| 8   | TV     | Veronique Maranda  | 18 tháng 8, 1986 (18 tuổi)  | Montreal Xtreme         |
| 9   | TĐ     | Jodi-Ann Robinson  | 17 tháng 4, 1989 (15 tuổi)  | Semiahmoo Spirit        |
| 10  | TV     | Selenia Iacchelli  | 5 tháng 6, 1986 (18 tuổi)   | Edmonton Aviators       |
| 11  | TĐ     | Josée Bélanger     | 14 tháng 5, 1986 (18 tuổi)  | Montreal Xtreme         |
| 12  | TV     | Kate Bazos         | 15 tháng 8, 1986 (18 tuổi)  | Toronto Inferno         |
| 13  | TĐ     | Deana Everrett     | 26 tháng 12, 1987 (16 tuổi) | Dixie 86                |
| 14  | TĐ     | Aysha Jamani       | 28 tháng 6, 1987 (17 tuổi)  | Edmonton Aviators       |
| 15  | HV     | Kara Lang (c)      | 22 tháng 10, 1986 (18 tuổi) | Vancouver Whitecaps     |
| 16  | HV     | Sophie Schmidt     | 28 tháng 6, 1988 (16 tuổi)  | Abbotsford Rush         |
| 17  | TV     | Brittany Baxter    | 5 tháng 9, 1985 (19 tuổi)   | Nebraska Cornhuskers    |
| 18  | TĐ     | Sydney Leroux      | 7 tháng 5, 1990 (14 tuổi)   | Coquitlam City Wild     |
| 19  | TM     | Erin McNulty       | 3 tháng 6, 1989 (15 tuổi)   | Bonivital Flames        |
| 20  | TM     | Stephanie Labbé    | 10 tháng 10, 1986 (18 tuổi) | Edmonton Aviators       |
| 21  | HV     | Sari Raber         | 1 tháng 1, 1986 (18 tuổi)   | Nebraska Cornhuskers    |

### Đức
Huấn luyện viên: Silvia Neid
| 0#0 | Vị trí | Cầu thủ                | Ngày sinh và tuổi           | Câu lạc bộ             |
| --- | ------ | ---------------------- | --------------------------- | ---------------------- |
| 1   | TM     | Tessa Rinkes           | 14 tháng 9, 1986 (18 tuổi)  | MTV Mellendorf         |
| 2   | HV     | Peggy Kuznik           | 12 tháng 8, 1986 (18 tuổi)  | 1. FFC Turbine Potsdam |
| 3   | HV     | Anne Van Bonn          | 12 tháng 10, 1985 (19 tuổi) | FCR Duisburg 2000      |
| 5   | HV     | Annike Krahn           | 1 tháng 7, 1985 (19 tuổi)   | FCR Duisburg 2000      |
| 6   | TV     | Karolin Thomas         | 3 tháng 4, 1985 (19 tuổi)   | 1. FFC Turbine Potsdam |
| 7   | TV     | Melanie Behringer      | 18 tháng 11, 1985 (18 tuổi) | SC Freiburg            |
| 8   | TV     | Lena Goessling         | 8 tháng 3, 1986 (18 tuổi)   | Gütersloh              |
| 9   | TĐ     | Anja Mittag            | 16 tháng 5, 1985 (19 tuổi)  | 1. FFC Turbine Potsdam |
| 10  | TV     | Celia Okoyino da Mbabi | 27 tháng 6, 1988 (16 tuổi)  | SC 07 Bad Neuenahr     |
| 11  | TĐ     | Simone Laudehr         | 12 tháng 7, 1986 (18 tuổi)  | FCR Duisburg 2000      |
| 12  | TM     | Kathrin Längert        | 4 tháng 6, 1987 (17 tuổi)   | FCR Duisburg 2000      |
| 13  | HV     | Elena Hauer            | 13 tháng 2, 1986 (18 tuổi)  | FCR Duisburg 2000      |
| 14  | HV     | Carolin Schiewe        | 23 tháng 10, 1988 (16 tuổi) | 1. FFC Turbine Potsdam |
| 15  | HV     | Stephanie Mpalaskas    | 12 tháng 2, 1986 (18 tuổi)  | FCR Duisburg 2000      |
| 16  | TV     | Annika Niemeier        | 15 tháng 4, 1987 (17 tuổi)  | TSV Jahn Calden        |
| 17  | TV     | Angelika Feldbacher    | 3 tháng 6, 1986 (18 tuổi)   | FC Wacker München      |
| 18  | HV     | Nina Jokuschies        | 4 tháng 8, 1986 (18 tuổi)   | Holstein Kiel          |
| 19  | TĐ     | Anna Blässe            | 27 tháng 2, 1987 (17 tuổi)  | FF USV Jena            |
| 20  | TĐ     | Patricia Hanebeck      | 26 tháng 2, 1986 (18 tuổi)  | FCR Duisburg 2000      |
| 21  | TV     | Carolin Veeh           | 15 tháng 9, 1987 (17 tuổi)  | TSV Crailsheim         |

### Thái Lan
Huấn luyện viên: Prapol Pongpanich
| 0#0 | Vị trí | Cầu thủ               | Ngày sinh và tuổi           | Câu lạc bộ                 |
| --- | ------ | --------------------- | --------------------------- | -------------------------- |
| 1   | TM     | Kanyawee Sudtavee     | 11 tháng 5, 1986 (18 tuổi)  | Khon Kaen                  |
| 2   | HV     | Hathairat Thongsri    | 12 tháng 6, 1987 (17 tuổi)  | Samutprakarn               |
| 3   | HV     | Anootsara Maijarern   | 14 tháng 2, 1986 (18 tuổi)  | Khon Kaen                  |
| 4   | HV     | Thidarat Wiwasukhu    | 18 tháng 2, 1985 (19 tuổi)  | Srisaket                   |
| 5   | HV     | Supaphon Kaeobaen (c) | 4 tháng 3, 1985 (19 tuổi)   | Băng Cốc                   |
| 6   | TV     | Suchada Jitmaneerote  | 31 tháng 7, 1985 (19 tuổi)  | Trường Thể thao Suphanburi |
| 7   | TV     | Niparat Sriwasao      | 15 tháng 3, 1985 (19 tuổi)  | Trường Thể thao Suphanburi |
| 8   | TV     | Junpen Seesraum       | 11 tháng 5, 1987 (17 tuổi)  | Khon Kaen                  |
| 9   | TV     | Pavinee Netthip       | 1 tháng 3, 1987 (17 tuổi)   | Samchuke                   |
| 10  | TĐ     | Kitiya Thiangtham     | 30 tháng 6, 1986 (18 tuổi)  | Cao đẳng Thể thao          |
| 11  | HV     | Nantawan Khayansakarn | 12 tháng 10, 1986 (18 tuổi) | Banhan                     |
| 12  | TĐ     | Duangnapa Sritala     | 4 tháng 2, 1986 (18 tuổi)   | Samchuke                   |
| 13  | TĐ     | Orathai Srimanee      | 12 tháng 6, 1988 (16 tuổi)  | Khon Kaen                  |
| 14  | HV     | Jiraprapa Tupsuri     | 30 tháng 6, 1988 (16 tuổi)  | Khon Kaen                  |
| 15  | TV     | Saranya Kaewka        | 9 tháng 8, 1986 (18 tuổi)   | Khon Kaen                  |
| 16  | HV     | Pikul Khueanpet       | 20 tháng 9, 1988 (16 tuổi)  | Khon Kaen                  |
| 17  | HV     | Siriporn Mungkhala    | 22 tháng 1, 1986 (18 tuổi)  | Khon Kaen                  |
| 18  | TM     | Benjawan Changauttha  | 21 tháng 11, 1986 (17 tuổi) | Băng Cốc                   |
| 19  | TĐ     | Pattarawan Thongkern  | 16 tháng 4, 1986 (18 tuổi)  | Khon Kaen                  |
| 20  | TM     | Kwannapa Oonsap       | 8 tháng 5, 1987 (17 tuổi)   | Samchuke                   |
| 21  | TV     | Suponthip Wiphakonwit | 20 tháng 9, 1988 (16 tuổi)  | Banhan                     |

## Bảng B

### Brasil
Huấn luyện viên: Luiz Antonio Ferreira
| 0#0 | Vị trí | Cầu thủ          | Ngày sinh và tuổi           | Câu lạc bộ        |
| --- | ------ | ---------------- | --------------------------- | ----------------- |
| 1   | TM     | Kelly Nunes      | 23 tháng 2, 1986 (18 tuổi)  | Marília           |
| 2   | HV     | Tatiana          | 18 tháng 3, 1985 (19 tuổi)  | Comercial         |
| 3   | HV     | Elysa            | 21 tháng 5, 1987 (17 tuổi)  | Uni Santanna      |
| 4   | HV     | Renata Diniz (c) | 1 tháng 11, 1985 (19 tuổi)  | Santos            |
| 5   | HV     | Aliane           | 30 tháng 12, 1986 (17 tuổi) | São Bernardo      |
| 6   | HV     | Karen            | 17 tháng 2, 1985 (19 tuổi)  | Santos            |
| 7   | TĐ     | Kelly            | 8 tháng 5, 1985 (19 tuổi)   | CEPE-Caxias       |
| 8   | TV     | Renata Costa     | 8 tháng 7, 1986 (18 tuổi)   | Santos            |
| 9   | TV     | Rosana           | 27 tháng 7, 1987 (17 tuổi)  | Juventus Atlético |
| 10  | TĐ     | Marta            | 19 tháng 2, 1986 (18 tuổi)  | Umeå IK           |
| 11  | TĐ     | Cristiane        | 15 tháng 5, 1985 (19 tuổi)  | São Bernardo      |
| 12  | TM     | Thais            | 19 tháng 6, 1987 (17 tuổi)  | Uni Santanna      |
| 13  | HV     | Raquel Bueno     | 8 tháng 1, 1985 (19 tuổi)   | São Caetano       |
| 14  | HV     | Francine         | 28 tháng 5, 1986 (18 tuổi)  | Botucatube        |
| 15  | TV     | Adriana          | 9 tháng 4, 1985 (19 tuổi)   | Uni Santanna      |
| 16  | TĐ     | Dayane           | 13 tháng 5, 1985 (19 tuổi)  | Novo Mundo        |
| 17  | TV     | Maurine          | 14 tháng 1, 1986 (18 tuổi)  | Grêmio            |
| 18  | TĐ     | Érika            | 4 tháng 2, 1988 (16 tuổi)   | Juventus Atlético |
| 19  | TĐ     | Sandrinha        | 26 tháng 6, 1985 (19 tuổi)  | São Bernardo      |
| 20  | TĐ     | Raquel Farias    | 9 tháng 7, 1985 (19 tuổi)   | CEPE-Caxias       |
| 21  | TM     | Rita             | 24 tháng 6, 1987 (17 tuổi)  | GRESFI            |

### Trung Quốc
Huấn luyện viên: Vương Hải Minh
| 0#0 | Vị trí | Cầu thủ         | Ngày sinh và tuổi           | Câu lạc bộ           |
| --- | ------ | --------------- | --------------------------- | -------------------- |
| 1   | TM     | Trương Diễm Như | 10 tháng 1, 1987 (17 tuổi)  | Giang Tô Thuấn Thiên |
| 2   | HV     | Cao Yến         | 13 tháng 10, 1985 (19 tuổi) | Thượng Hải Thân Hoa  |
| 3   | HV     | Quách Lâm       | 11 tháng 10, 1985 (19 tuổi) | Bắc Kinh Thành Kiến  |
| 4   | HV     | Vương Khôn      | 20 tháng 10, 1985 (19 tuổi) | Hà Bắc               |
| 5   | HV     | Tôn Vĩnh Hà (c) | 19 tháng 3, 1985 (19 tuổi)  | Thiên Tân Thái Đạt   |
| 6   | TV     | Hầu Lệ Giai     | 3 tháng 10, 1986 (18 tuổi)  | Đại Liên             |
| 7   | TV     | Tôn Lăng        | 12 tháng 11, 1985 (18 tuổi) | Thượng Hải Thân Hoa  |
| 8   | TV     | Trương Dĩnh     | 27 tháng 6, 1985 (19 tuổi)  | Thượng Hải Thân Hoa  |
| 9   | TĐ     | Từ Viện         | 17 tháng 11, 1985 (18 tuổi) | Lan Châu             |
| 10  | TV     | Vương Đan Đan   | 1 tháng 5, 1985 (19 tuổi)   | Bắc Kinh Thành Kiến  |
| 11  | TĐ     | Lưu Táp         | 11 tháng 7, 1987 (17 tuổi)  | Bắc Kinh Thành Kiến  |
| 12  | HV     | Quách Nguyệt    | 12 tháng 12, 1985 (18 tuổi) | Trường Xuân          |
| 13  | TĐ     | Mã Hiểu Húc     | 5 tháng 6, 1988 (16 tuổi)   | Đại Liên             |
| 14  | TĐ     | Lâu Hiểu Húc    | 30 tháng 5, 1986 (18 tuổi)  | Trường Xuân          |
| 15  | TV     | Vương Thông     | 9 tháng 4, 1985 (19 tuổi)   | Quân Giải phóng      |
| 16  | HV     | Ông Tân Chi     | 15 tháng 6, 1988 (16 tuổi)  | Giang Tô Thuấn Thiên |
| 17  | TV     | Cao Dĩnh        | 1 tháng 7, 1985 (19 tuổi)   | Bắc Kinh Thành Kiến  |
| 18  | TM     | Ông Hiểu Khiết  | 27 tháng 7, 1987 (17 tuổi)  | Giang Tô Thuấn Thiên |
| 19  | HV     | Cát Dương       | 12 tháng 5, 1985 (19 tuổi)  | Giang Tô Thuấn Thiên |
| 20  | TV     | Tôn Lê Sa       | 1 tháng 9, 1985 (19 tuổi)   | Lan Châu             |
| 21  | TM     | Tống Kiếm Thu   | 12 tháng 12, 1987 (16 tuổi) | Quân Giải phóng      |

### Nigeria
Huấn luyện viên: Felix Ibe Ukwu
| 0#0 | Vị trí | Cầu thủ          | Ngày sinh và tuổi           | Câu lạc bộ             |
| --- | ------ | ---------------- | --------------------------- | ---------------------- |
| 1   | TM     | Rose Okwara      | 3 tháng 12, 1987 (16 tuổi)  | Pelican Stars          |
| 2   | TV     | Rita Chikwelu    | 6 tháng 3, 1988 (16 tuổi)   | FCT Queens             |
| 3   | TV     | Akudo Sabi       | 17 tháng 11, 1986 (17 tuổi) | Bayelsa Queens         |
| 4   | TĐ     | Cynthia Uwak     | 15 tháng 7, 1986 (18 tuổi)  | FCT Queens             |
| 5   | HV     | Chima Nwosu      | 12 tháng 3, 1986 (18 tuổi)  | Inneh Queens           |
| 6   | HV     | Lilian Cole      | 1 tháng 8, 1985 (19 tuổi)   | Delta Queens           |
| 7   | TĐ     | Semola Akinlose  | 1 tháng 9, 1985 (19 tuổi)   | Delta Queens           |
| 8   | TV     | Ayisat Yusuf     | 6 tháng 3, 1985 (19 tuổi)   | Delta Queens           |
| 9   | TĐ     | Akudo Iwuagwu    | 13 tháng 10, 1986 (18 tuổi) | Delta Queens           |
| 10  | TV     | Evelyn Nwabuoku  | 14 tháng 11, 1985 (18 tuổi) | Bayelsa Queens         |
| 11  | HV     | Adeola Aminu     | 6 tháng 8, 1986 (18 tuổi)   | Delta Queens           |
| 12  | TĐ     | Stella Godwin    | 12 tháng 4, 1986 (18 tuổi)  | Odense BK              |
| 13  | TĐ     | Promise Sike     | 15 tháng 1, 1987 (17 tuổi)  | Delta Queens           |
| 14  | HV     | Augusta Egwim    | 30 tháng 3, 1985 (19 tuổi)  | River Angels           |
| 15  | TĐ     | Rosemary Okesie  | 30 tháng 11, 1986 (17 tuổi) | Bayelsa Queens         |
| 16  | HV     | Faith Ikidi      | 28 tháng 2, 1987 (17 tuổi)  | Bayelsa Queens         |
| 17  | HV     | Blessing Akusobi | 17 tháng 8, 1986 (18 tuổi)  | Macbeth FC             |
| 18  | TM     | Ogechi Onyinanya | 26 tháng 5, 1985 (19 tuổi)  | Pelican Stars          |
| 19  | HV     | Ulunma Jerome    | 11 tháng 4, 1988 (16 tuổi)  | Delta Queens           |
| 20  | TĐ     | Nkese Udoh (c)   | 10 tháng 9, 1986 (18 tuổi)  | Lindsey Wilson College |
| 21  | TĐ     | Olamide Alake    | 25 tháng 12, 1987 (16 tuổi) | Bayelsa Queens         |

### Ý
Huấn luyện viên: Elisabetta Bavagnoli
| 0#0 | Vị trí | Cầu thủ                | Ngày sinh và tuổi           | Câu lạc bộ         |
| --- | ------ | ---------------------- | --------------------------- | ------------------ |
| 1   | TM     | Chiara Marchitelli (c) | 4 tháng 5, 1985 (19 tuổi)   | Atletico Oristano  |
| 2   | TV     | Penelope Riboldi       | 2 tháng 7, 1986 (18 tuổi)   | Atalanta Femminile |
| 3   | HV     | Fabiana Costi          | 6 tháng 10, 1986 (18 tuổi)  | Reggiana           |
| 4   | TV     | Diana Bellucci         | 11 tháng 3, 1986 (18 tuổi)  | Monti del Matese   |
| 5   | HV     | Valeria Magrini        | 18 tháng 2, 1985 (19 tuổi)  | Vigor Senigallia   |
| 6   | TV     | Anna Bincoletto        | 6 tháng 3, 1985 (19 tuổi)   | Piossasco          |
| 7   | TV     | Veronica Brutti        | 11 tháng 9, 1987 (17 tuổi)  | Porto Mantovano    |
| 8   | TV     | Marta Carissimi        | 3 tháng 5, 1987 (17 tuổi)   | Torino             |
| 9   | TĐ     | Agnese Ricco           | 20 tháng 4, 1986 (18 tuổi)  | Rapid Lugano       |
| 10  | TĐ     | Serena Coppolino       | 26 tháng 4, 1985 (19 tuổi)  | Matuziana San Remo |
| 11  | TV     | Silvia Casali          | 29 tháng 1, 1985 (19 tuổi)  | ACF Milan          |
| 12  | TM     | Paola Bianchi          | 29 tháng 8, 1986 (18 tuổi)  | Bardolino          |
| 13  | HV     | Sonia Quitadamo        | 10 tháng 10, 1985 (19 tuổi) | ACF Milan          |
| 14  | TM     | Giorgia Braiato        | 4 tháng 10, 1987 (17 tuổi)  | Porto Mantovano    |
| 15  | HV     | Alia Guagni            | 1 tháng 10, 1987 (17 tuổi)  | Firenze            |
| 16  | TĐ     | Daniela Sabatino       | 26 tháng 6, 1985 (19 tuổi)  | Monti del Matese   |
| 17  | HV     | Arianna Marchesi       | 1 tháng 11, 1986 (18 tuổi)  | Perugia            |
| 18  | TV     | Cristina Miani         | 15 tháng 9, 1985 (19 tuổi)  | Rivignano          |
| 19  | TV     | Serena Patu            | 24 tháng 2, 1985 (19 tuổi)  | Firenze            |
| 20  | TĐ     | Evelyn Vicchiarello    | 24 tháng 10, 1986 (18 tuổi) | Roseto             |
| 21  | HV     | Raffaella Manieri      | 21 tháng 11, 1986 (17 tuổi) | Vigor Senigallia   |

## Bảng C

### Hàn Quốc
Huấn luyện viên: Baek Jong-chul

| 0#0 | Vị trí | Cầu thủ         | Ngày sinh và tuổi           | Câu lạc bộ                            |
| --- | ------ | --------------- | --------------------------- | ------------------------------------- |
| 1   | TM     | Jun Min-kyung   | 16 tháng 1, 1985 (19 tuổi)  | Cao đẳng Ulsan                        |
| 2   | TM     | We Sung-hee     | 10 tháng 10, 1986 (18 tuổi) | Trung học Hyundai Chungun             |
| 3   | HV     | Lee Jin-hwa     | 10 tháng 10, 1986 (18 tuổi) | Trung học nữ Yesung                   |
| 4   | HV     | Lee Ye-eun      | 2 tháng 2, 1988 (16 tuổi)   | Trung học nữ Gangil                   |
| 5   | HV     | Yoon Young-geul | 28 tháng 10, 1987 (17 tuổi) | Trung học Thông tin Osan              |
| 6   | HV     | Park Mi-jung    | 12 tháng 1, 1985 (19 tuổi)  | Cao đẳng Yeungin                      |
| 7   | TV     | Kim Joo-hee     | 10 tháng 3, 1985 (19 tuổi)  | Đại học nữ Hanyang                    |
| 8   | TV     | Lee Jang-mi     | 14 tháng 11, 1985 (18 tuổi) | Cao đẳng Yeungin                      |
| 9   | HV     | Park Eun-sun    | 25 tháng 12, 1986 (17 tuổi) | Trung học Công nghiệp thông tin Wirye |
| 10  | TĐ     | Park Hee-young  | 11 tháng 6, 1985 (19 tuổi)  | Cao đẳng Yeungin                      |
| 11  | TĐ     | Park Eun-jung   | 4 tháng 11, 1986 (18 tuổi)  | Trung học nữ Yesung                   |
| 12  | HV     | Moon Seul-a     | 15 tháng 12, 1986 (17 tuổi) | Trung học Thông tin Osan              |
| 13  | TĐ     | Jung Sey-hwa    | 19 tháng 3, 1986 (18 tuổi)  | Trung học Internet Chungnam           |
| 14  | TV     | Ryu Ha-yun      | 12 tháng 6, 1986 (18 tuổi)  | Trung học Janghowon                   |
| 15  | TV     | Jung Mi-jung    | 30 tháng 8, 1986 (18 tuổi)  | Trung học Khoa học máy tính Hanil     |
| 16  | TV     | Song Yu-na      | 1 tháng 4, 1987 (17 tuổi)   | Trung học Dongsin                     |
| 17  | TĐ     | Han Song-i      | 28 tháng 7, 1985 (19 tuổi)  | Viện Công nghệ Yeoju                  |
| 18  | TV     | Pang A-lang     | 11 tháng 11, 1986 (17 tuổi) | Trung học Janghowon                   |
| 19  | HV     | Cha Yun-hee     | 26 tháng 2, 1986 (18 tuổi)  | Viện Công nghệ Yeoju                  |
| 20  | HV     | Jeon Jae-min    | 7 tháng 9, 1985 (19 tuổi)   | Viện Công nghệ Yeoju                  |
| 21  | TM     | Kim Ju-ok       | 12 tháng 1, 1987 (17 tuổi)  | Trung học Kĩ thuật Aloysius           |

### Nga
Huấn luyện viên: Valentin Dmitriyevich Grishin
| 0#0 | Vị trí | Cầu thủ              | Ngày sinh và tuổi          | Câu lạc bộ         |
| --- | ------ | -------------------- | -------------------------- | ------------------ |
| 1   | TM     | Elvira Todua         | 31 tháng 1, 1986 (18 tuổi) | Rossiyanka         |
| 2   | HV     | Elena Sedova         | 11 tháng 8, 1986 (18 tuổi) | Viktoriya Belgorod |
| 3   | HV     | Anastasia Kostyukova | 15 tháng 5, 1985 (19 tuổi) | CSK VVS Samara     |
| 4   | HV     | Aleksandra Gomozova  | 8 tháng 8, 1986 (18 tuổi)  | Chertanovo Moskva  |
| 5   | HV     | Elena Semenchenko    | 23 tháng 1, 1985 (19 tuổi) | Chertanovo Moskva  |
| 6   | TV     | Oksana Titova        | 17 tháng 7, 1986 (18 tuổi) | Nadezhda Noginsk   |
| 7   | TV     | Ekaterina Sochneva   | 12 tháng 8, 1985 (19 tuổi) | Chertanovo Moskva  |
| 8   | TV     | Elena Terekhova (c)  | 5 tháng 7, 1987 (17 tuổi)  | Voronezh           |
| 9   | TV     | Svetlana Tsidikova   | 4 tháng 2, 1985 (19 tuổi)  | Rossiyanka         |
| 10  | TV     | Yana Fomina          | 3 tháng 11, 1986 (18 tuổi) | CSK VVS Samara     |
| 11  | TV     | Elena Morozova       | 15 tháng 3, 1987 (17 tuổi) | Rossiyanka         |
| 12  | TM     | Svetlana Baikina     | 25 tháng 1, 1985 (19 tuổi) | Lada Tolyatti      |
| 13  | HV     | Ksenia Tsybutovich   | 16 tháng 6, 1987 (17 tuổi) | Chertanovo Moskva  |
| 14  | TĐ     | Olga Petrova         | 9 tháng 7, 1986 (18 tuổi)  | Rossiyanka         |
| 15  | TV     | Olga Peshina         | 15 tháng 9, 1987 (17 tuổi) | CSK VVS Samara     |
| 16  | TV     | Nadezhda Kharchenko  | 27 tháng 3, 1987 (17 tuổi) | CSK VVS Samara     |
| 17  | HV     | Lyubov Bukashkina    | 11 tháng 6, 1987 (17 tuổi) | Voronezh           |
| 18  | TV     | Galina Makarova      | 10 tháng 9, 1986 (18 tuổi) | Viktoriya Belgorod |
| 19  | TĐ     | Elena Gorbacheva     | 5 tháng 6, 1987 (17 tuổi)  | Voronezh           |
| 20  | TĐ     | Anna Goryacheva      | 23 tháng 2, 1986 (18 tuổi) | CSK VVS Samara     |
| 21  | TM     | Nadezhda Mezhakova   | 1 tháng 12, 1987 (16 tuổi) | Viktoriya Belgorod |

### Tây Ban Nha
Huấn luyện viên: Ignacio Quereda
| 0#0 | Vị trí | Cầu thủ              | Ngày sinh và tuổi           | Câu lạc bộ              |
| --- | ------ | -------------------- | --------------------------- | ----------------------- |
| 1   | TM     | Lucía Muñoz          | 8 tháng 12, 1985 (18 tuổi)  | CE Sabadell             |
| 2   | HV     | Irantzu Castrillo    | 9 tháng 7, 1985 (19 tuổi)   | Athletic Club           |
| 3   | TĐ     | Verónica Boquete     | 9 tháng 4, 1987 (17 tuổi)   | SD Xuventú Aguiño       |
| 4   | TV     | Miriam Diéguez       | 4 tháng 5, 1986 (18 tuổi)   | RCD Espanyol            |
| 5   | HV     | Ruth García          | 26 tháng 3, 1987 (17 tuổi)  | Levante UD              |
| 6   | TV     | Aintzane Encinas     | 22 tháng 4, 1988 (16 tuổi)  | Real Sociedad           |
| 7   | TĐ     | Natalia Pablos       | 15 tháng 10, 1985 (19 tuổi) | Rayo Vallecano          |
| 8   | TV     | Nuria Zufía          | 4 tháng 4, 1985 (19 tuổi)   | SD Lagunak              |
| 9   | TĐ     | Jade Boho            | 30 tháng 8, 1985 (19 tuổi)  | AD Torrejón CF          |
| 10  | TV     | Iraia Iturregi (c)   | 24 tháng 4, 1985 (19 tuổi)  | Athletic Club           |
| 11  | TV     | Ana Romero           | 14 tháng 6, 1987 (17 tuổi)  | CD Híspalis             |
| 12  | TĐ     | Irune Murua          | 23 tháng 4, 1986 (18 tuổi)  | Athletic Club           |
| 13  | TM     | Mariatxi Sánchez     | 14 tháng 5, 1986 (18 tuổi)  | CD Amaya                |
| 14  | HV     | Silvia Doblado       | 22 tháng 3, 1987 (17 tuổi)  | CD Rayco                |
| 15  | HV     | Ane Bergara          | 3 tháng 2, 1987 (17 tuổi)   | SD Lagunak              |
| 16  | TV     | Carmen Ferrer        | 10 tháng 11, 1985 (19 tuổi) | Levante UD              |
| 17  | TV     | Júlia de la Paz Vera | 9 tháng 7, 1987 (17 tuổi)   | Sporting Plaza de Argel |
| 18  | HV     | Zuriñe Gil           | 20 tháng 2, 1987 (17 tuổi)  | Athletic Club           |
| 19  | TĐ     | Judith Acedo         | 26 tháng 1, 1986 (18 tuổi)  | FC Barcelona            |
| 20  | TV     | Irene Sampietro      | 3 tháng 11, 1986 (18 tuổi)  | CD Transportes Alcaine  |
| 21  | TM     | María Rodríguez      | 10 tháng 5, 1987 (17 tuổi)  | Oviedo Moderno CF       |

### Hoa Kỳ
Huấn luyện viên: Mark Krikorian
| 1  |  | Kelsey Davis        | 14 tháng 5, 1987 (17 tuổi)  | UCLA           |  |  |
| 18 |  | Ashlyn Harris (C)   | 19 tháng 10, 1985 (19 tuổi) | North Carolina |  |  |
| 21 |  | Laura Comeau        | 13 tháng 12, 1985 (18 tuổi) | Virginia       |  |  |
|    |  |                     |                             |                |  |  |
| 3  |  | Rachel Buehler      | 26 tháng 8, 1985 (19 tuổi)  | Stanford       |  |  |
| 6  |  | Stephanie Lopez     | 3 tháng 4, 1986 (18 tuổi)   | Portland       |  |  |
| 11 |  | Becky Sauerbrunn    | 6 tháng 6, 1985 (19 tuổi)   | Virginia       |  |  |
| 15 |  | Nikki Krzysik       | 23 tháng 5, 1987 (17 tuổi)  | Virginia       |  |  |
| 19 |  | Meagan Holmes       | 21 tháng 2, 1987 (17 tuổi)  | USC            |  |  |
|    |  |                     |                             |                |  |  |
| 2  |  | Stephanie Kron      | 20 tháng 8, 1985 (19 tuổi)  | UCLA           |  |  |
| 4  |  | Jen Redmond         | 16 tháng 4, 1986 (18 tuổi)  | Virginia       |  |  |
| 5  |  | Sheree Gray         | 12 tháng 12, 1985 (18 tuổi) | Penn State     |  |  |
| 8  |  | Stephanie Logterman | 25 tháng 2, 1986 (18 tuổi)  | Texas          |  |  |
| 10 |  | Angela Woznuk       | 29 tháng 3, 1985 (19 tuổi)  | Portland       |  |  |
| 12 |  | Alexa Orand         | 10 tháng 10, 1987 (17 tuổi) | Santa Clara    |  |  |
| 13 |  | Yael Averbuch       | 3 tháng 11, 1986 (18 tuổi)  | North Carolina |  |  |
| 14 |  | Meghan Schnur       | 16 tháng 4, 1985 (19 tuổi)  | Connecticut    |  |  |
| 20 |  | Stacy Lindstrom     | 23 tháng 2, 1985 (19 tuổi)  | UCLA           |  |  |
|    |  |                     |                             |                |  |  |
| 7  |  | Megan Rapinoe       | 5 tháng 7, 1985 (19 tuổi)   | Portland       |  |  |
| 9  |  | Kerri Hanks         | 2 tháng 9, 1985 (19 tuổi)   | Notre Dame     |  |  |
| 16 |  | Amy Rodriguez       | 17 tháng 2, 1987 (17 tuổi)  | USC            |  |  |
| 17 |  | Jessica Rostedt     | 3 tháng 3, 1986 (18 tuổi)   | Virginia       |  |  |